# 2016年夏季奥林匹克运动会图瓦卢代表团
2016年夏季奥林匹克运动会图瓦卢代表团是图瓦卢所派出的2016年夏季奥林匹克运动会代表团。这是图瓦卢第三次派代表参加奥运。
图瓦卢代表团既是2016年里约奥运规模最小的代表团，也是该届奥运唯一仅派出一名运动员参赛的代表团。代表团唯一的运动员艾提莫尼·提姆阿尼在开幕式中担任旗手，他在男子100米预赛中排名小组第七，无缘晋级。

## 背景
2007年，图瓦卢正式成为国际奥林匹克委员会成员国。之后该国在2008年北京奥运和2012年伦敦奥运期间各派出三名运动员参赛，最终均未获得奖牌。2016年7月，艾提莫尼·提姆阿尼获得了国际田径联合会授予的一个外卡席位，成为了里约奥运图瓦卢代表团唯一的参赛运动员。

## 田径
艾提莫尼·提姆阿尼曾是一名足球运动员，后来他转项成为一名短跑运动员。转项后，他参加了巴布亚新几内亚举行的2015年太平洋运动会以及中国北京举行的2015年世界田径锦标赛。尽管提姆阿尼未能在国际田联规定的时间内达到参赛资格标准成绩，他依然获得了国际田联授予的一个外卡席位，得以参加奥运。奥运前，图瓦卢教育、体育与文化部助理部长图福阿·帕拿帕（Tufoua Panapa）称：“尽管我们是最小的国家之一，但他（提姆阿尼）让我们这个国家显得更大，我们为他感到骄傲。”最终提姆阿尼在男子100米项目第一轮以11秒81的成绩排名小组第七，无缘下一轮。
注

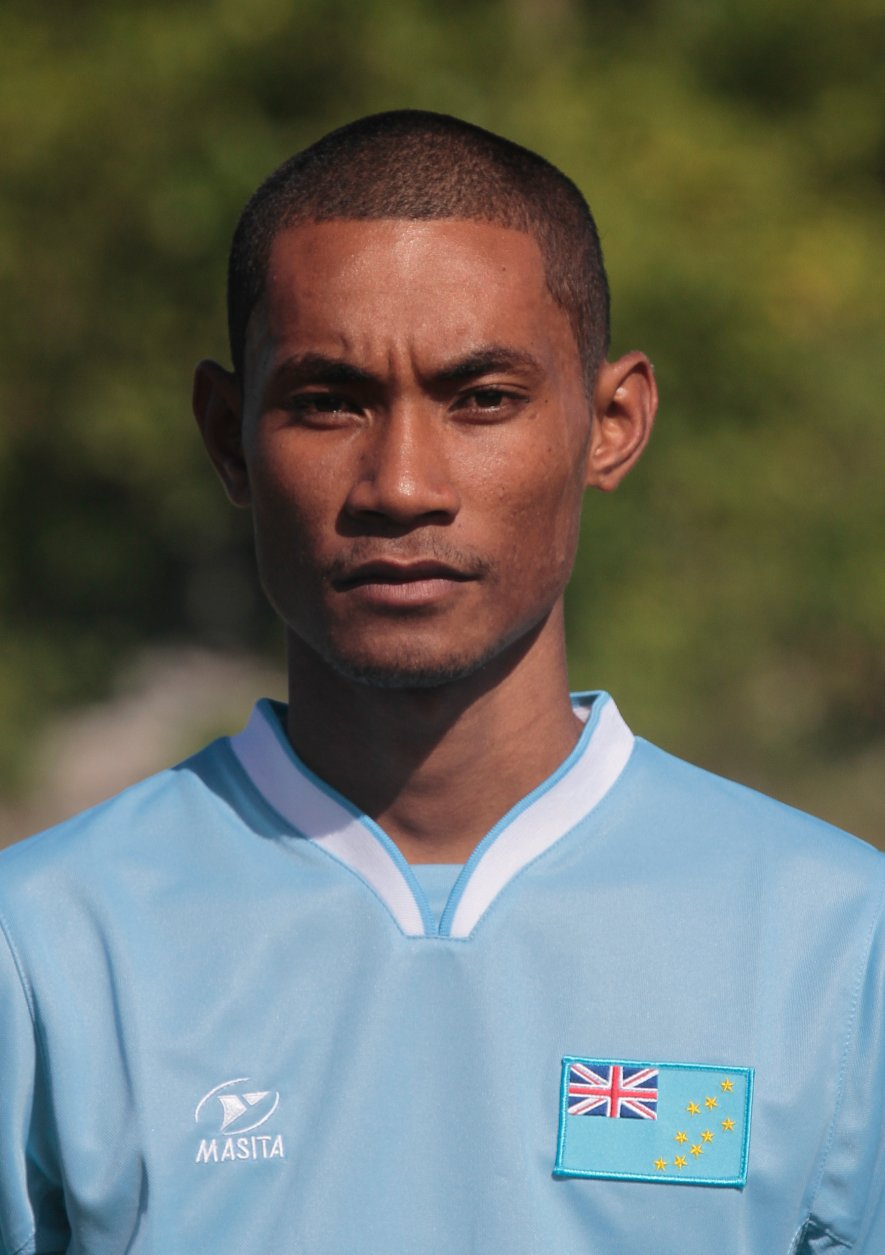
2016年里约奥运图瓦卢代表团唯一的运动员艾提莫尼·提姆阿尼，摄于2011年

- Note – 径赛运动员的预赛排名是该运动员所在小组的排名，而非总排名
- Q = 直接晋级至下一轮
- q = 径赛：因在所有未直接晋级选手中成绩靠前而获得剩下的晋级名额；田赛：未达到晋级标准成绩但总排名靠前
- NR = 国家纪录
- N/A = 该小项无此轮比赛
- Bye = 轮空

径赛
| 运动员            | 项目      | 预赛  | 预赛 | 1/4决赛 | 1/4决赛 | 半决赛 | 半决赛 | 决赛   | 决赛   |
| 运动员            | 项目      | 成绩  | 排名 | 成绩    | 排名    | 成绩   | 排名   | 成绩   | 排名   |
| ----------------- | --------- | ----- | ---- | ------- | ------- | ------ | ------ | ------ | ------ |
| 艾提莫尼·提姆阿尼 | 男子100米 | 11.81 | 7    | 未晉級  | 未晉級  | 未晉級 | 未晉級 | 未晉級 | 未晉級 |